# 水晶山滑雪场
水晶山滑雪场（英語：Crystal Mountain）是一个位于美国华盛顿州西雅图东南面的滑雪场，坐落于喀斯喀特山脉的雷尼尔山北面。该滑雪场拥有一个全州唯一的一个贡多拉缆车——雷尼尔山贡多拉(Mt. Rainier Gondola)，山顶能远眺雷尼尔山。
自2018年起，水晶山滑雪场由奧特拉山公司（Alterra Mountain Company）所以擁有。

## 外部連結
- 官方网站
- Ski Lifts.org （页面存档备份，存于） - photos of lifts at Crystal Mountain
- Ski Map.org （页面存档备份，存于） – trail maps – Crystal Mountain